# Oythe (Vechta)
Oythe ist ein Stadtteil im Nordosten der niedersächsischen Kreisstadt Vechta und liegt an der von Vechta nach Goldenstedt führenden Landesstraße L 881. Auch die ehemaligen Oyther Bauerschaften Telbrake, Füchtel und Holzhausen sind Vechtaer Stadtteile.

## Geschichte
Am 2. Mai 1975 ereignete sich im Stadtteil ein Flugzeugabsturz eines belgischen Düsenjägers vom Typ Dassault Mirage 5, der in eine Wohnsiedlung stürzte. Dabei wurden 10 Menschen getötet und 20 wurden zum Teil schwer verletzt. Unter den Toten waren der Pilot und fünf Kinder, da in einem der beiden total zerstörten Häuser ein Kindergeburtstag stattgefunden hatte.

## Sehenswürdigkeiten

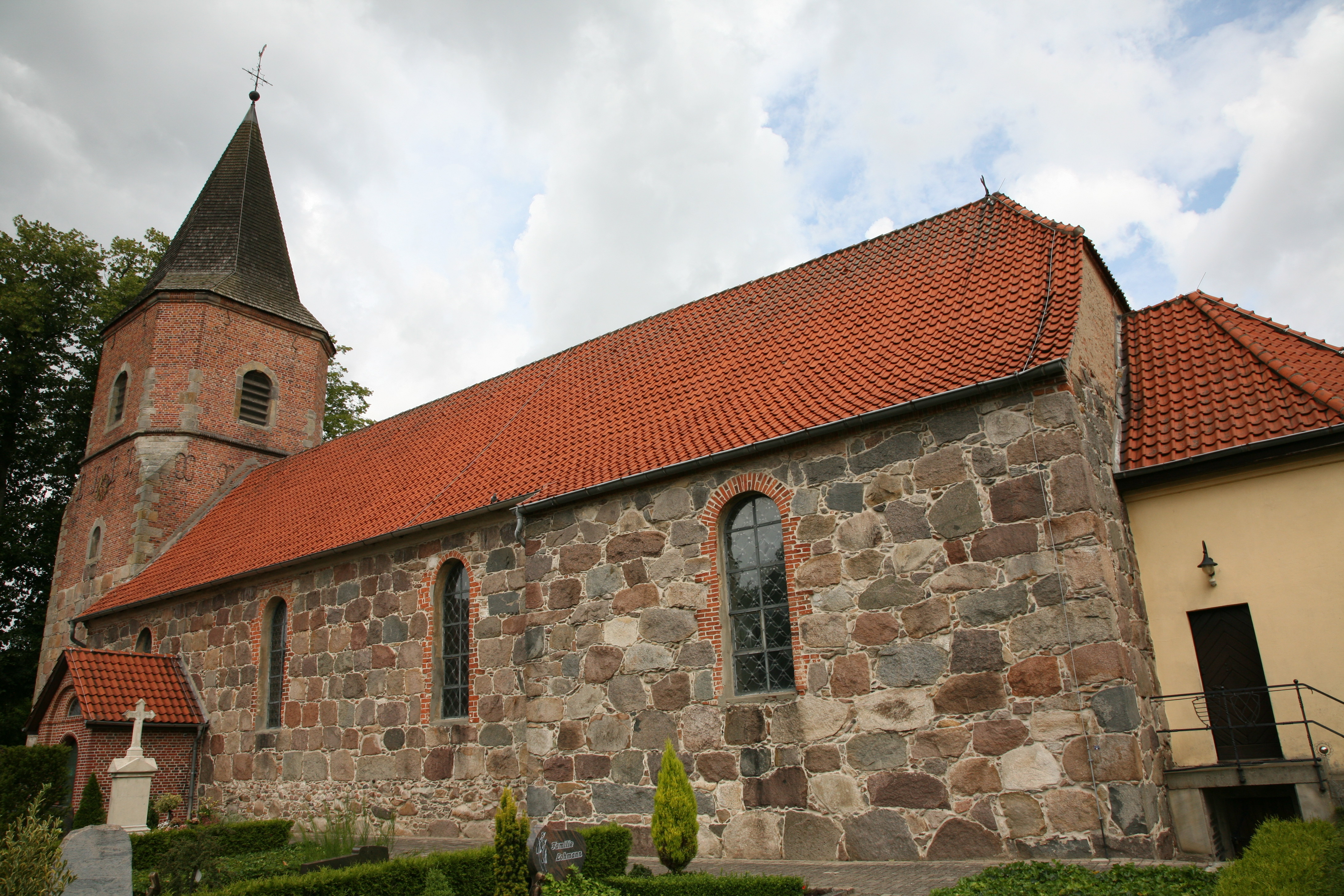
Kirche St. Marien

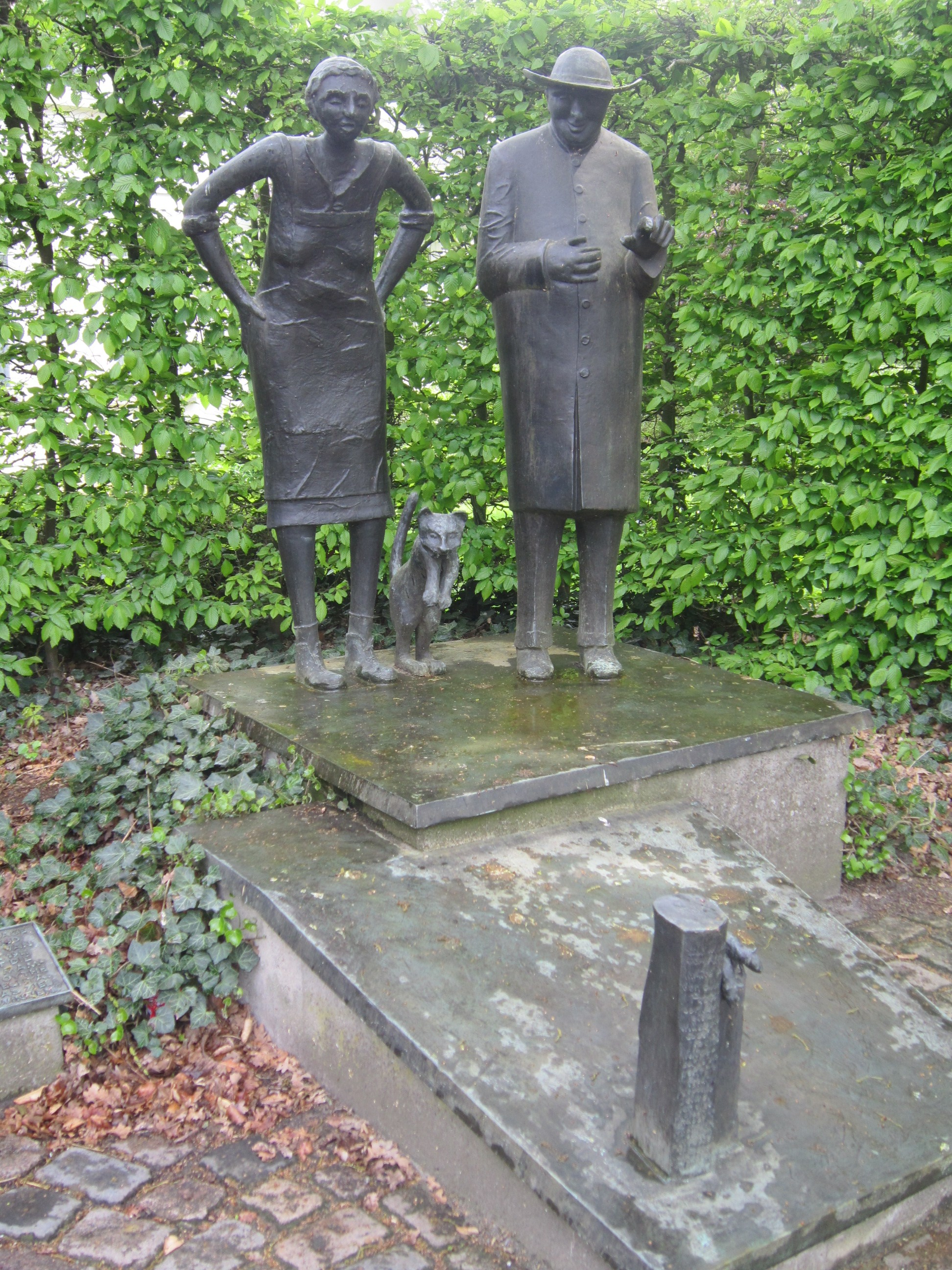
Bronzeskulptur „Dei Müse van Aite“

- Feldsteinkirche St. Marien Oythe (katholisch)
- Bronzeskulptur „Dei Müse van Aite“ von Albert Bocklage[2]

## Bildung
Die Grundschulversorgung wird im Stadtteil durch die Katholische Marienschule Oythe sichergestellt, die im Sommer 2023 temporär in die Gebäude der Liobaschule umzieht, aufgrund von Bauarbeiten an der Grundschule.

## Verkehr
Die Landesstraße L881 ist die Oyther Hauptverkehrsader. Eine Linie des StadtBus Vechta verbindet Oythe mit der Vechtaer Innenstadt.

## Vereine
- Musikverein Oythe e. V.[3]
- Heimatverein Oythe[4]
- Schützenverein Im Kühl e. V.[5]
- Männergesangverein Frohsinn Oythe[6]
- VfL Oythe 1947 e. V.

## Regelmäßige Veranstaltungen
- Schützenfest „Im Kühl“/Oythe, jeweils am ersten Wochenende im September.
- Osterfeuer beim Kindergarten St. Marien. Immer Ostersonntag nach der Abendmesse.
- Dorfgemeinschaftsabend. Immer in der Sommerzeit.
- Erntedankfest auf dem Hof Ellert/Dammann im Frühherbst.
- Fronleichnamsprozession durch Oythe und Holzhausen, immer am Wochenende von/nach Fronleichnam
- Stoppelmarkt liegt auch teilweise in Oythe